# جورج وثر
جورج وثر (بالإنجليزية: George Lowther)‏ هو كاتب للأطفال وكاتب سيناريو أمريكي، ولد في 9 أبريل 1913 في نيويورك في الولايات المتحدة، وتوفي في 28 أبريل 1975 في ويستبورت (كونيتيكت) في الولايات المتحدة.

## وصلات خارجية
- جورج وثر على موقع IMDb (الإنجليزية)
- جورج وثر على موقع قاعدة بيانات الفيلم (الإنجليزية)
- جورج وثر على موقع كينوبويسك (الروسية)